# Lars Müller
Lars Müller (Werne, 22 marzo 1976) è un dirigente sportivo, allenatore di calcio ed ex calciatore tedesco, di ruolo difensore.

## Palmarès

### Giocatore

#### Competizioni nazionali
- Campionato tedesco: 1

Borussia Dortmund: 1995-1996
- Campionato tedesco di seconda divisione: 1

Norimberga: 2003-2004
- Supercoppa di Germania: 2

Borussia Dortmund: 1995, 1996